# Maa

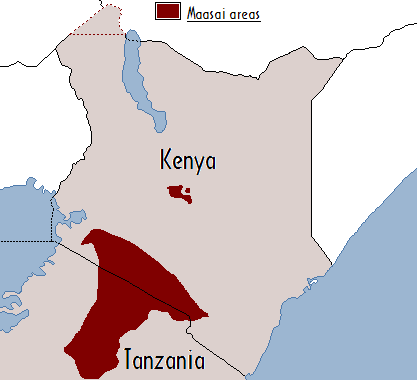
Verbreitungsgebiet der Massai-Sprache

Maa (Selbstbezeichnung ɔl Maa; auch: Massai, Kimaasai oder Lumbwa) ist die Sprache der Massai und verwandter Völker wie der Samburu und der Chamus.
Derzeit gibt es rund 500.000 Menschen in Kenia und ebenso viele in Tansania, die diese Sprache beherrschen.
Das Maa ist nicht zu verwechseln mit der Mischsprache Ma’a oder Mbugu, die ebenfalls in Tansania gesprochen wird.

## Klassifikation und ethnische Zuordnung
Maa ist eine nilotische Sprache. Der Klassifikation des Linguisten Rainer Vossen zufolge gehört es zur Untergruppe der ostnilotischen Sprachen. Diese werden meist als Dialekte betrachtet, da die Sprecher ostnilotischer Sprachen sich untereinander in der Regel verständigen können. Historisch ist davon auszugehen, dass sich von einer Frühform des Ostnilotischen zunächst die Bari-Sprache und dann das Teso-Turkana (aus dem sich Iteso und Turkana gebildet haben) abgespalten haben. Schließlich trennte sich auch das Otuxo (vgl. Lotuko) von der Maa-Sprache, die sich wiederum im Wesentlichen in einen nördlichen und einen südlichen Dialekt aufteilt. Dabei wird das nördliche Maa vor allem von den ethnischen Gruppen der Samburu und der Chamus gesprochen, das südliche Maa von den Massai (IlArusa, IlMoitanik, Isiria, IlWuasinkishu, IlPurko, IlKeekonyokie, IlDamat, IlOitai, Isikirari, IlOodokilani, IlDalalekutuk, IlDamat, IlKaputiei, IlMatapato und IlKisonko). Die ausgestorbene und spärlich dokumentierte Sprache der Kore etabliert womöglich einen dritten Zweig Zentral-Maa, der zwischen dem nördlichen und dem südlichen liegt.
Die Zuordnung des Maa zu bestimmten ethnischen Gruppen ist nicht immer eindeutig, da es mitunter dazu kam, dass eine Ethnie die Sprache gewechselt hat. Verschiedene kleinere Volksgruppen haben das Maa übernommen, da die Maa-sprachigen Volksgruppen lange eine dominierende Rolle spielten. So gaben etwa die Aasáx und die El Molo ihre eigene Sprache zugunsten des Maa auf, ebenso wie die meisten Sprecher des Yaaku und des Omotik und ein Teil der Ogiek. Die Ariaal – ein Teil der mit den Samburu verbündeten Rendille – sprechen Maa mindestens so gut wie ihre eigene Sprache. Die Kore dagegen, die heute an der Küste leben, sprachen früher Maa, seit ihrer Gefangennahme durch Somali im 19. Jahrhundert haben sie jedoch zum Somali gewechselt.

## Phonologie
Maa wird mit 25 Konsonanten und 9 Vokalen gesprochen, wobei sich verschiedene Maa-Dialekte in ihrem Phonembestand unterscheiden.

### Konsonanten
Implosive:
- b, d, j, g, mb, nd, nj, ng

Explosive:
- p, t, k, s, sh, c, m, n, ny, ŋ, l, r, rr, y, yy (yi), w, ww (wu)

Bei den nicht immer in aller Deutlichkeit ausgeprägten implosiven Konsonanten handelt es sich um Laute, bei denen durch ruckweises Absenken des Kehlkopfs ein einwärts gerichteter Luftstrom erzeugt wird. Die explosiven Laute im Maa entsprechen den etwa auch im Deutschen üblichen Konsonanten. Maa unterscheidet außerdem w und y von ihren „emphatischen“ Gegenstücken ww und yy. Sie werden mit mehr Nachdruck artikuliert.

### Vokale
Zu den neun Vokalen des Maa gehören neben dem neutralen a die Laute i, e, o, u und deren Varianten ɪ, ɛ, ɔ, ʊ. Die Vokale i, e, o, u tragen das phonologische Merkmal [+ ATR] (engl. advanced tongue root „vorgeschobene Zungenwurzel“). Durch das Vorschieben der Zungenwurzel (und möglicherweise auch durch Absenken des Kehlkopfs) wird der Rachenraum vergrößert und dem Vokal eine eigene Klangqualität gegeben. Auf dieser Unterscheidung baut die Vokalharmonie im Maa auf: Wörter enthalten in der Regel nur Vokale einer der beiden Kategorien. Wird ein Suffix angehängt, kann es unter Umständen dazu kommen, dass sich die Vokale im Stamm hinsichtlich des Merkmals [± ATR] an das Suffix anpassen. Der Vokal a ist von diesem Prozess ausgeschlossen.

### Töne
Das Maa kennt zwei grundlegende Töne – einen Hoch- und einen Tiefton (Notation: á und à). Aus Kombinationen von beiden entsteht zuweilen ein dritter, fallender Ton (â). Wie in vielen Tonsprachen dient auch im Maa der Ton – also die relative Tonhöhe, mit der eine Silbe gesprochen wird – zur Unterscheidung von Wortbedeutungen und zur Markierung grammatischer Funktionen (unter anderem Kasus).

## Grammatik
Das Maa verfügt insgesamt über einen großen Formenreichtum, vor allem aber über eine äußerst komplexe Verbmorphologie. Es wird obligatorisch die Person des Subjekts und (bei transitiven Verben) die des Objekts am Verb markiert. In einigen Fällen wird zwischen direkter und inverser Beziehung von Subjekt und Objekt unterschieden, d. h., falls das Subjekt des Satzes in der Hierarchie 1. Person Sg. > 2. Pers. Sg. > 3. Pers. Sg./Pl. und 1./2. Pers. Pl niedriger steht als das Objekt, wird dies durch eine Änderung der Töne deutlich gemacht. Zusätzlich wird Tempus, Aspekt und Modus mithilfe von Affixen ausgedrückt. Maa besitzt ein reichhaltiges Inventar von Aspekten.
Bei Substantiven wird mittels Präfigierung zwischen maskulin, feminin und in Ausnahmefällen Ort unterschieden. Plural wird durch Anhängen von einem der rund zwölf Plural-Affixe ausgedrückt. Maa baut auf einem System von zwei Kasus (Nominativ und Akkusativ) auf, die Kasus werden voneinander durch Töne unterschieden.
Der Aufbau des Satzes folgt im Allgemeinen dem Schema: erst Verb, dann Subjekt, dann Objekt. Die Wortstellung ist insgesamt jedoch recht frei. Eine Besonderheit stellen die partiellen Infinitive im Maa dar. Im Unterschied zu üblichen, flexionslosen Infinitiven tragen sie eine Markierung, die angibt, ob das Subjekt im Singular (Präfix à und Hochton auf der letzten Silbe) oder im Plural (Präfix áa und Tiefton im restlichen Wort) steht. Sie tauchen bei der Bildung komplexer Sätze und Verbserialisierungen auf.